# Kristin Booth
Kristin Booth (Kitchener, 28 agosto 1974) è un'attrice canadese.
Ha esordito a 12 anni in teatro, con un ruolo in una produzione del musical Annie. Ha recitato in diverse produzioni televisive e cinematografiche canadesi e statunitensi, venendo premiata con un  Gemini Award nel 2005 e con un Genie Award nel 2008

## Filmografia

### Cinema
- Detroit Rock City, regia di Adam Rifkin (1999)
- Gossip, regia di Davis Guggenheim (2000)
- Cruel Intentions 2 - Non illudersi mai (Cruel Intentions 2), regia di Roger Kumble (2000)
- On the Line, regia di Eric Bross (2001)
- Foolproof, regia di William Phillips (2003)
- Kardia, regia di Su Rynard (2006)
- KAW - L'attacco dei corvi imperiali (KAW), regia di Sheldon Wilson (2007)
- Young People Fucking, regia di Martin Gero (2007)
- This Beautiful City, regia di Ed Gass-Donnelly (2007)
- Crackie, regia di Sherry White (2009)
- Defendor, regia di Peter Stebbings (2009)
- At Home By Myself... with You, regia di Kris Booth (2009)
- Bagged (2010)
- American Wife (2010)
- Three Mothers (2010)
- Love Letter from an Opera Grave (2010)
- Cloudburst - L'amore tra le nuvole (Cloudburst), regia di Thom Fitzgerald (2011)
- Below Zero, regia di Justin Thomas Ostensen (2011)
- Sex After Kids (2013)
- The Calling, regia di Michael Redhill (2014)

### Televisione
- Nikita (La Femme Nikita) (1999) - nell'episodio Hand to Hand
- Code Name: Eternity (2000) - nell'episodio 24 Hours
- Paradise Falls (2001) - in 3 episodi
- Alla corte di Alice (This Is Wonderland) - episodio 1x10 (2004)
- Missing - serie TV, 2 episodi (2004)
- ReGenesis - serie TV, 4 episodi (2004-2005)
- Show Me Yours - serie TV, 6 episodi (2005)
- Supernatural - serie TV, episodio Malleus Malefircarum (2007)
- The Listener - serie TV, episodio Beginning to See the Light (2009)
- The Border - serie TV, 2 episodi (2009)
- Harriet the Spy, regia di Ron Oliver (2010) - film TV
- Rookie Blue - serie TV, episodio Fite Nite (2010)
- Holidaze - Il Ringraziamento con i miei (Holidaze), regia di Jerry Ciccoritti (2013) - film TV
- The Kennedys - serie TV, 8 episodi (2011)
- Il mistero delle lettere perdute (Signed, Sealed, Delivered) - serie TV, 10 episodi (2014)
- l mistero delle lettere perdute (Signed, Sealed, Delivered) - 11 film per la TV
- Orphan Black - serie TV, 6 episodi (2014-2015)
- The Kennedys: After Camelot - serie TV, 4 episodi (2017)
- Rapimento in diretta (The Lead), regia di Philippe Gagnon (2020) - film TV

## Doppiatrici italiane
Nelle versioni in italiano delle opere in cui ha recitato, Kristin Booth è stata doppiata da:
- Barbara De Bortoli in Cloudburst - L'amore tra le nuvole, I Kennedy, Il mistero delle lettere perdute, I Kennedy: la storia continua, Hudson & Rex
- Francesca Guadagno in Foolproof
- Emanuela D'Amico in KAW - L'attacco dei corvi imperiali
- Valentina Mari in Supernatural
- Deborah Ciccorelli in Young People Fucking
- Giò Giò Rapattoni in Workin' Moms
- Cinzia Villari in Rapimento in diretta
- Alessandra Chiari in Private Eyes
- Chiara Colizzi in Alex Cross